# Transkei
Il Transkei ("zona al di là del fiume Kei") è una regione nella provincia di Capo Orientale, Sudafrica. Nel periodo dell'apartheid, il Transkei era uno dei bantustan assegnati dal governo bianco al popolo xhosa. La città più importante del Transkei è Mthatha. Usava il Rand sudafricano come moneta, e le sue lingue erano il Xhosa (ufficiale), Sesotho, inglese (entrambe necessarie per far approvare le leggi in arrivo) e afrikaans (lingua permessa nell'amministrazione e nella giudiziaria).

## Geografia
Il Transkei ha molti fiumi, e soffre la siccità meno di molte altre parti del paese. Confina al nord col fiume Umtamvuna e al sud col fiume Grande Kei. I monti Drakensberg e l'oceano Indiano formano i confini est e ovest rispettivamente.

## Popolo ed etnia
Il Transkei è la patria storica degli xhosa; in questa regione ebbero luogo le guerre della Frontiera del Capo prima fra xhosa e boeri e poi fra xhosa e britannici. Quasi tutta la popolazione della regione parla la lingua xhosa. Nelson Mandela è nato nel Transkei (nel 1918), e aveva una casa nella regione, a Qunu.

## Storia del bantustan
Nei primi anni del Novecento, le difficoltà economiche (accentuate dalla Poll Tax, la tassa a cui erano soggetti i cittadini neri) costrinsero molti contadini del Transkei e trasferirsi nella regione del Gauteng per lavorare nelle miniere d'oro.
Nel 1959, il governo del National Party introdusse il sistema di leggi dell'apartheid, che comprendeva l'idea dello sviluppo separato: vennero definite otto patrie linguistiche (dette informalmente bantustan, o homeland) per le etnie nere del Paese, con l'obbligo per i membri delle varie etnie di trasferirsi nel bantustan loro assegnato. Al popolo xhosa furono assegnati il Transkei e il Ciskei. Molti xhosa di Johannesburg, Città del Capo e così via, che non avevano mai visto il Transkei, vi furono trasferiti in modo coatto. I bantustan erano autogovernati e quasi indipendenti, e tornarono a far parte del Paese negli anni novanta, con la caduta dell'apartheid (il Transkei fu reincorporato nel 1994).
Subì un colpo di Stato nel 1987, poi, tre anni dopo, nel 1990, ne subì un altro che però si concluse in fallimento.